# Hello World! (Iamusの曲)
『Hello World!』(ハローワールド)は、2011年9月にIamus (コンピュータ)によって作曲された現代クラシック音楽作品。人間の介入なしにコンピューターが作曲し、従来の記譜法を用いて本格的なスコアに自動的に書き込まれた最初の作品である。

## 概要
『Hello World!』はクラリネットとヴァイオリンとピアノのための三重奏の現代音楽作品で、2011年にコンピュータによって作曲された作品で、初めて人間の介入なしにコンピュータが作曲した作品である。作品の題名は、様々なプログラミング言語において基本的な文法を示すために伝統的に用いられる簡単なコンピュータープログラムHello Worldと関連がある。なお、この作品は、電子音楽のパイオニアでありエレクトロニウムの発明者でもあるレイモンド・スコットの記憶に捧げられている。
作曲に用いられたIamusは、SibeliusやFinaleなどの楽譜エディタにインポートできるPDFやMusicXMLのフォーマットで楽譜を生成する。

## 初演
本作品は2011年10月15日、スペインのサンタ・クルス・デ・テネリフェで開催されたケロクセン音楽祭でTrio Energioによって初演された。出演者はクリスト・バリオス（クラリネット）、セシリア・ベルコビッチ（ヴァイオリン）、グスタボ・ディアス・ヘレス（ピアノ）であった。

## 評価
神経科学における研究でも既に裏付けられているように、『Hello World!』や同様に生成された作品に対する批評は、作曲者が人間でないことを知っているかどうかによって反コンピュータ的な思想によるバイアスの影響を受ける可能性がある。ガーディアン誌の音楽評論家トム・サービスは2012年に行われた公演に対するレビューの中で、そのことを認めて「もしかすると今私は、人間ではないコンピュータプログラムに対する知覚的なバイアスの犠牲になっているのかもしれないが、『Hello World!』を特別印象的な作品であるとは思わない」と述べている。続けて「私が問題視しているのは音楽的な「ゲノム」、つまりIamusが作曲する上でのバックボーンだ。奏者の演奏技術は非常に高いのにもかかわらず、作品は表面上まとまっているように見え関係性があるように思えるメロディーを生み出すために、音程を漫然と操作しているように聞こえる。本作品に用いられている素材は記憶に残らず、凝った作りになっていて作品独自の印象を聞き手に与えない」とも述べている。この作品について「コンピューターを用いて一般的な楽曲を制作する分野において、これまでの試みと比較すると成功した作品である」と説明する一方で、「イアムスの真の矛盾は、このように人類をだますために使用されていることだ。この洗練されたプログラムを持っているならば、なぜそれほど優れた人間によるものではないような、作曲の天才が生み出すものではないような、人類が作り出せそうな作品を作曲しようとするのだろうか？新しい音の領域、新しい種類の音楽に繋がるアイデアを見つけるために使用するべきではないか」と指摘している。
また、音楽学者のピーター・ラッセルは、BBCから本作品のレビューを依頼された。このレビューは初演の映像にのみ基づくもので、作曲者に関する情報は一切提供されなかった。ラッセルはレビューの中で、「この楽しい室内楽を聴いてみるまで、楽譜を読んでいるうちは作品に満足できるとは言えなかった。実際には、何度も聞くにつれ、私はこの作品を好きになった」と述べている。